# Волков, Александр Михайлович (Герой Советского Союза)
Александр Михайлович Волков (21 марта 1921 — 4 мая 1996) — Герой Советского Союза, участник Великой Отечественной войны. Член ВКП(б)/КПСС с 1945 года.

## Биография

### До войны
Александр Михайлович Волков родился 21 марта 1921 года в деревне Игнашевская Шенкурского уезда Архангельской губернии (ныне Шенкурского района Архангельской области) в семье крестьянина. Русский. В 1936 году, окончив начальную школу, 15-летний Волков уехал к сестре в город Архангельск, где устроился на работу в судоремонтные мастерские учеником слесаря. В 1940 году 19-летний Александр был призван Соломбальским райвоенкоматом на службу в ряды Красной армии. Служил на Западной Украине наводчиком орудия в полковой артиллерии.

### Участие в Великой Отечественной войне
В боях на фронтах Великой Отечественной войны принимал участие с июня 1941 года. В середине сентября Волков попал в окружение, был ранен осколком гранаты и оказался в плену. Сумев бежать, перешёл линию фронта и снова вступил в ряды Красной Армии. Был зачислен стрелком 359-го стрелкового полка 50-й стрелковой дивизии 52-й армии 1-го Украинского фронта в звании рядового.
12 января 1945 года войска 1-го Украинского фронта начали Сандомирско-Силезскую наступательную операцию, являвшуюся частью Висло-Одерской стратегической наступательной операции. Разгромив 4-ю танковую и основные силы 17-й полевой армий, советские войска освободили Южную Польшу и захватили оперативные плацдармы на левом берегу реки Одер. В ночь с 29 на 30 января рядовой А. М. Волков под вражеским огнём в числе первых форсировал реку юго-восточнее города Бреслау (ныне Вроцлав, Польша). Удерживая захваченную позицию до подхода подкрепления, Волков огнём из автомата уничтожил более 20 гитлеровцев.
За мужество и героизм, проявленные при форсировании Одера и удержании плацдарма на его западном берегу, рядовому Александру Михайловичу Волкову Указом Президиума Верховного Совета СССР от 10 апреля 1945 года было присвоено звание Героя Советского Союза с вручением ордена Ленина и медали «Золотая Звезда» (№ 6071).

### После войны
Старший сержант А. М. Волков был демобилизован в мае 1946 года и поселился в городе Кировограде. Работая, он одновременно получил среднее образование, а затем окончил курсы машинистов тепловозов. Работал по специальности на Одесской железной дороге до выхода на пенсию. Скончался 4 мая 1996 года и был похоронен в Кировограде в Пантеоне Вечной Славы.

## Награды
- Медаль «Золотая Звезда».
- Орден Ленина.
- Орден Отечественной войны 1-й степени.
- Орден Славы 3-й степени.